# 徐寿輝
徐 寿輝（じょ じゅき）は、元末の群雄の一人。蘄州羅田県の出身。

## 生涯
元々は綿布の行商人をして生計を立てていたが、至正11年（1351年）8月に白蓮教を奉じて挙兵。湖北を本拠とし、紅巾の乱における有力な地方勢力の一つとなる。10月、国号を天完として皇帝を称し、年号を治平と号した。容貌魁偉であったため皇帝に推されたともいう。
紅巾党の中核をなす韓山童・劉福通らに対し、西部に拠ったので西派紅巾軍と呼ばれた。最盛時にはその勢力は湖広・江西から江浙に及んだ。
しかし次第に丞相に任じた倪文俊が台頭し、その地位を脅かすようになる。太平2年（1357年）に倪文俊は徐寿輝を除こうとして失敗し、黄州で部下の陳友諒に殺害されたが、ついでその麾下の勢力を糾合した陳友諒が急速に台頭し、やがて徐寿輝をも凌駕するようになる。天定2年（1360年）、徐寿輝は采石で陳友諒によって鉄撾で撃殺された。